# Djanette Salimova
Djannette Salimova (Cənnət (Canetta) Əlibəy qızı Səlimova) est une metteuse en scène et pédagogue azerbaïdjanaise, née le 20 janvier 1940 à Bakou (URSS).

## Biographie
Djannette Salimova est diplômé de la Faculté de Philologie de l'Université de Bakou. Après avoir obtenu son diplôme universitaire en 1962, elle entre à l'Institut d'État de théâtre, de musique et de cinématographie de Leningrad (aujourd'hui l'Académie des arts du théâtre de Saint-Pétersbourg). De retour à Bakou, à partir de 1968, elle travaille au Théâtre dramatique russe d'État d'Azerbaïdjan Samed Vurgun, enseigne aux cours d'acteurs de cinéma, puis à l'Université des Arts. En 1991 elle crée le Théâtre de Chambre de Baku à l’aide de ses étudiants partageant les mêmes idées ; en 2009, elle unit le Théâtre de Chambre avec le Théâtre du Jeune Spectateur de Bakou. Elle enseigne à l’Université d'État de la Culture et des Arts d'Azerbaïdjan.

## Mises en scène
Les principaux spectacles, mis en scène au Théâtre Dramatique russe par Dj.Salimova sont:
- Anton Tchekhov, Oncle Vanya, 1968,
- Carlo Goldoni, La maîtresse d’Hôtel, 1971,
- Bertolt Brecht, Mère Courage, 1974,
- Anton Tchekhov, Ivanov, 1980,
- Dostoïevski, L'Idiot, 1982,
- Isaac Babel, Coucher de soleil, 1984,
- Djafar Djabbarli, Aydin, 1985,
- Yusif Samedoghlu, Le jour du meurtre, 1989[3].

Les spectacles, mis en scène au Théâtre de l’opéra  et de ballet azerbaïdjanais: 
- Fikret Amirov, Sévil, 1970,
- J. Verdi, Traviata, 1998,
- R. Leoncavallo, Pagliacci, 2000,
- G. Puccini, La Bohème 2003[4].